# Radio Osvobodilna fronta
Radio Osvobodilna fronta je bila ilegalna radijska postaja, ki je delovala na slovenskem ozemlju med drugo svetovno vojno.
Radio OF je ustanovil izvršni odbor OF v drugi polovici julija 1944. Prvo radijsko oddajno postajo so postavili v Črnomlju v prostorih vodnega rezervoarja. Radio je začel poskusno oddajati 26. julija 1944, prve redne oddaje so se začele 8. avgusta 1944. Radio OF je oddajal informativni in propagandni program, v katerem so bila poročila, politična predavanja, razglasi ... Pozneje je radio v svoj program vključil še kulturne, predvsem glasbeno-literarne nastope in prispevke ter mladinske oddaje. Radijska postaja je delovala v Črnomlju do 28. aprila 1945, nato so jo preko Gorskega Kotarja prepeljali v Trst, kamor je prispela 5. maja, 9. maja pa so jo preselili v Ljubljano.